# Dmitry Shkarin
Compléments
Inventeur de PPMII, PPMd, BMF et Durilca
Dmitry Shkarin (Дмитрий Шкарин) est un programmeur russe, inventeur de l'algorithme de compression PPMII et auteur du programme PPMd qui en est l'implémentation, de sa variante PPMonstr ainsi que de l'archiveur Durilca.
Il est également à l'origine du programme BMF permettant de compresser des images monochromes.
Ses travaux sur la compression par prédiction par reconnaissance partielle avec héritage d'information (PPMII) dont dérive PPMd sont unanimement reconnus.
L'implémentation de référence de PPMd est dans le domaine public.
Une version de PPMd modifiée par Igor Pavlov est utilisée dans 7-Zip comme alternative aux algorithmes LZMA et bzip2 au sein du format 7z.
PPMd est utilisé depuis la version 10 de WinZip comme alternative aux algorithmes deflate et bzip2 au sein du format ZIP.
Durilca était jusqu'au 23 mai 2009 le compresseur le plus efficace sur le large text benchmark de Matt Mahoney, et l'un des rares compresseurs à pouvoir rivaliser avec PAQ. Dmitry Shkarin n'était cependant pas éligible au Prix Hutter, car Durilca consommait trop de mémoire.